# Gleidingen
Gleidingen ist ein Ortsteil der Stadt Laatzen in der Region Hannover in Niedersachsen.

## Geschichte

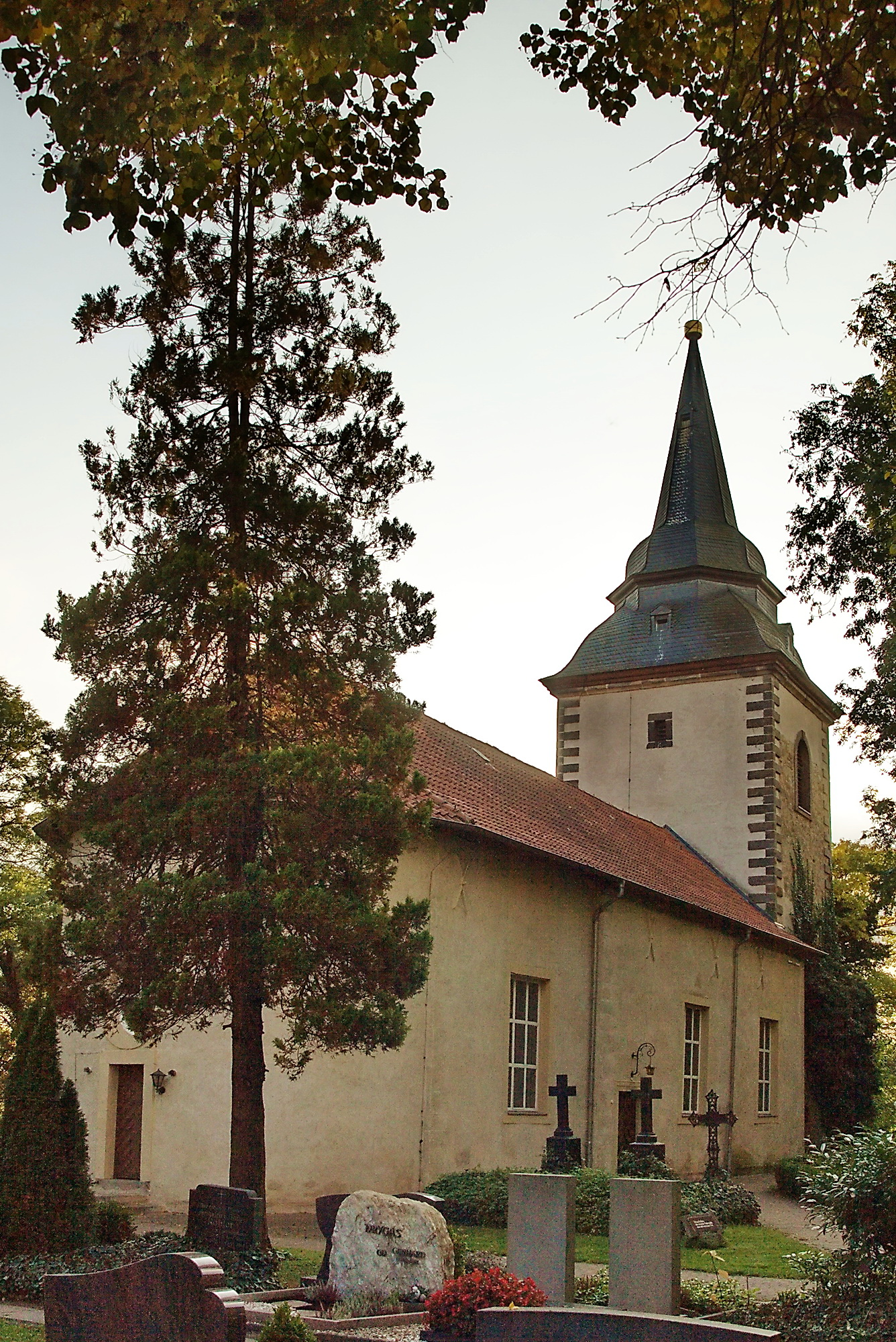
St.-Gertruden-Kirche

Gleidingen ist der älteste Ortsteil von Laatzen. In einer Urkunde des Jahres 983 bezeugt „Hrothger de Glethingi“ mit anderen Persönlichkeiten den Grenzverlauf zwischen den Bistümern Hildesheim und Minden und damit den sächsischen Teilherzogtümern Engern und Ostfalen.
Das Geschlecht derer von Gleidingen wird in Schriften der folgenden Jahrhunderte immer wieder erwähnt und kann damit als größter Grundherr angenommen werden. Schon 1250 ist Henricus de Gledinge – die Schreibweise des Namens hatte sich zwischenzeitlich geändert – als Pfarrer bezeugt, so dass Gleidingen wohl als eine der frühesten Kirchengemeinden im heutigen Großraum Hannover bezeichnet werden darf.
1389 verlieh der Hildesheimer Bischof Gerhard dem neu gegründeten Kloster des Kartäuserordens in Hildesheim einen Sattelhof mit rund 270 Morgen Land. Es handelt sich dabei mit großer Wahrscheinlichkeit um das heutige Rittergut.
Während der Hildesheimer Stiftsfehde von 1519 bis 1523 kam es in Gleidingen zu einem Gefecht. Herzog Erich von Calenberg schlug bei Gleidingen ein bischöflich-hildesheimisches Truppenkontingent, das vorher das Dorf Langenhagen geplündert hatte. 100 Tote und 200 Gefangene sind bezeugt. Beim Friedensschluss nach Beendigung der Stiftsfehde kam das Amt Ruthe und damit auch Gleidingen zum Fürstentum Calenberg.
1643 kam das Große Stift Hildesheim wieder unter die Hoheit der Hildesheimer Bischöfe, und den welfischen Herzogen bescherte Gleidingen eine bewegte Vergangenheit bis in unsere Zeit.
Von Bedeutung erwies sich ein Duell auf der Gleidinger Sehlwiese, heute ein Neubaugebiet mit der Benennung „Gänsewiese“, bei dem der dänisch-norwegische Vizeadmiral Peter Wessel, genannt Tordenskiold getötet wurde.
In den hundert Jahren von 1812 bis 1910 stieg die Einwohnerzahl Gleidingens von etwa 600 auf 1390. Wie in den anderen, an der Leine gelegenen Ortschaften Laatzens vollzog sich auch in Gleidingen der Wandel vom reinen Bauerndorf zu einem Wohnort für Industriearbeiter.
Gleidingen wurde mit der niedersächsischen Kommunalreform vom 1. März 1974 ein Teil der Stadt Laatzen.

## Tongrube Gleidingen
In den 1950er und 1960er Jahren betrieb die Familie Olliges eine Ziegelei an der Oesselser Straße. Zwei Brennöfen und eine mit Kohle betriebene Dampfmaschine für Prozesswärme und Stromerzeugung bildeten das Herzstück. Nahe Tongruben wurden mit einem Elektrobagger ausgewertet, eine Diesel-Kleinbahn mit Kipploren transportierte den Rohstoff in das Mahl- und Mischwerk. Ein Extruderwerk produzierte die verschiedenen Ziegelformen, über einen Hängeförderer oder Gleisschubwagen gelangten die Roh-Tonziegel in die Trockenbereiche (Ofen- oder Freilufttrocknung). Ebenfalls per Handarbeit wurden die getrockneten Tonziegel in die mittels Endlosfeuer betriebenen Rundöfen eingestapelt. Nach dem Brand wurden sie in Akkordarbeit aus den Öfen auf den Lagerplatz verbracht. Zum Abtransport für die Kunden wurden die LKW von Hand (Frauenarbeit) beladen. Nach einem Brand erfolgte eine Modernisierung eines Trockenofens, doch bald war die Ziegelei nicht mehr konkurrenzfähig, auch wegen der endenden Tonreserven. In den Tongruben wurden zahlreiche Versteinerungen (Donnerkeile) gefunden. Nachfolgend wurde auf dem Gelände ein Schlachthof errichtet.

## Politik

### Ortsrat
Der Ortsrat von Gleidingen setzt sich aus vier Ratsfrauen und sieben Ratsherren folgender Parteien zusammen:
- SPD: 5 Sitze
- CDU: 4 Sitze
- Die Linke: 1 Sitz
- Parteilose: 1 Sitz

(Stand: Kommunalwahl 11. September 2016)

### Ortsbürgermeister
Die Ortsbürgermeisterin von Gleidingen ist Silke Rehmert (SPD). Ihr Stellvertreter ist Rolf Pieper (CDU).

### Wappen
Der Entwurf des Wappens von Gleidingen ist von unbekannter Herkunft. Das Wappen hat dem Preußischen Geheimen Staatsarchiv vorgelegen und ist in den Jahren 1930/31 genehmigt worden.
| Wappen von Gleidingen | Blasonierung: „Auf Silber ein steigender roter Löwe mit goldener Bewehrung, links daneben eine fünfblättrige, goldbesamte, rote Rose mit grünen Kelchblättern.“ |
| Wappen von Gleidingen | Wappenbegründung: Dieses kraftvolle Wappenbild stammt von den Rittern von Gleidingen. Seit Beginn des 13. Jahrhunderts sind sie urkundlich zu erweisen. Dass sie mit dem um 990 bereits erwähnten „Rothger de Glethingi“ zusammenhängen, ist nicht erwiesen. Der letzte seines Stammes starb 1519. Sie waren bischöfliche Ministerialen, die im 13. Jahrhundert die Burg zu Sarstedt mit zu betreuen hatten. Sie besaßen noch am Schlusse des Mittelalters neben anderem Grundbesitz einen Edelhof zu Gleidingen, die einstige Günthersche Pachtung, deren Besitzerin Frau Gerda Maria von Stark ist. Als Siegel führten sie 1333 und 1343 einen gespaltenen Schild, auf dem vorn nur eine Rose prangte. Dass sie später einen Löwen, das Sinnbild der Freiheit, zu der schlichten Rose hinzufügten, beweist das Grabdenkmal eines Bock von Nordholz in der Kirche von Großoldendorf, das aus der Zeit um 1600 stammt. Darauf befindet sich die Ahnentafel des Verstorbenen und darin u. a. das Wappen derer von Gleidingen mit Löwe und Rose. Was lag näher, als sich diesen schönen Schild zu eigen zu machen? |

#### Gedicht zum Wappen

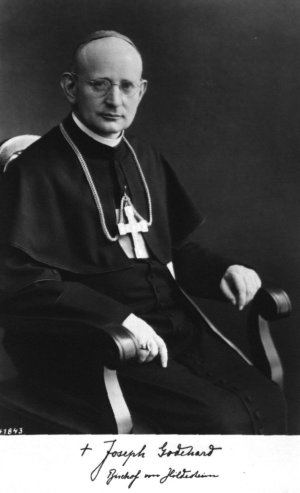
Joseph Godehard Machens (1886–1956)

Die Verse sind von Joseph Godehard Machens, Bischof von Hildesheim.
Gleidinger Ritter und Knappen
Führten die Rose im Wappen.
Rotes Röslein, knosp' und glüh'.
Du, mein Dörflein, wachs und blüh'.
Gleidingens Ritter und Knappen
Nahmen den Leu noch ins Wappen.
Löwe, hebe die Pranken frei,
Schwing deine Quaste im stolzen Juchhei.
Gleidingens Ritter und Knappen
Priesen die Freiheit im Wappen.
Drum will der Gleidinger Mann
Frei sein von knechtischem Bann.

## Kultur und Sehenswürdigkeiten

### Museen
- Die Heimatstube Gleidingen präsentiert eine Dauerausstellung zur Geschichte und Kultur der Ortschaft und ihrer Menschen. Regelmäßig zeigt sie Sonderausstellungen zu wechselnden Themen der Ortsgeschichte.

### Bauwerke

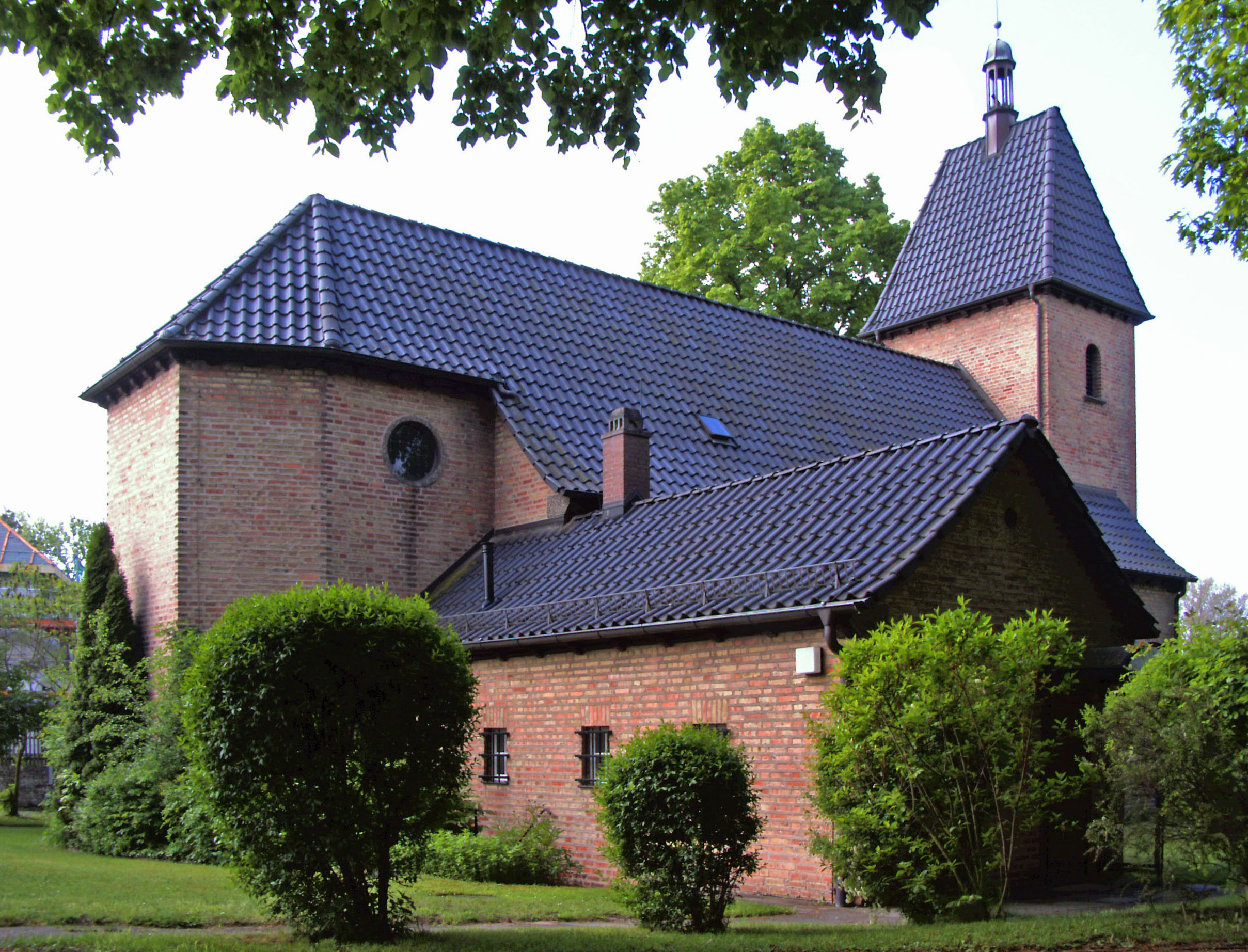
St.-Josef-Kirche

- Die evangelisch-lutherische Kirche St. Gertruden, benannt nach Gertrud von Nivelles, befindet sich an der Hildesheimer Straße 560. Ihr Barockturm wurde 1720–1725 errichtet, das Kirchenschiff in der heutigen Form 1820/21. Die Kirchengemeinde ist dem Kirchenkreis Laatzen-Springe der Landeskirche Hannovers zugeordnet.[4]
- Die katholische Kirche St. Josef, benannt nach Josef von Nazaret, befindet sich an der Straße „Zum Anger“. Sie wurde 1938/39 erbaut und gehört seit 1982 zur Pfarrgemeinde St. Oliver in Laatzen, zuvor gehörte sie zur Pfarrgemeinde in Ruthe.

### Gedenkstätten

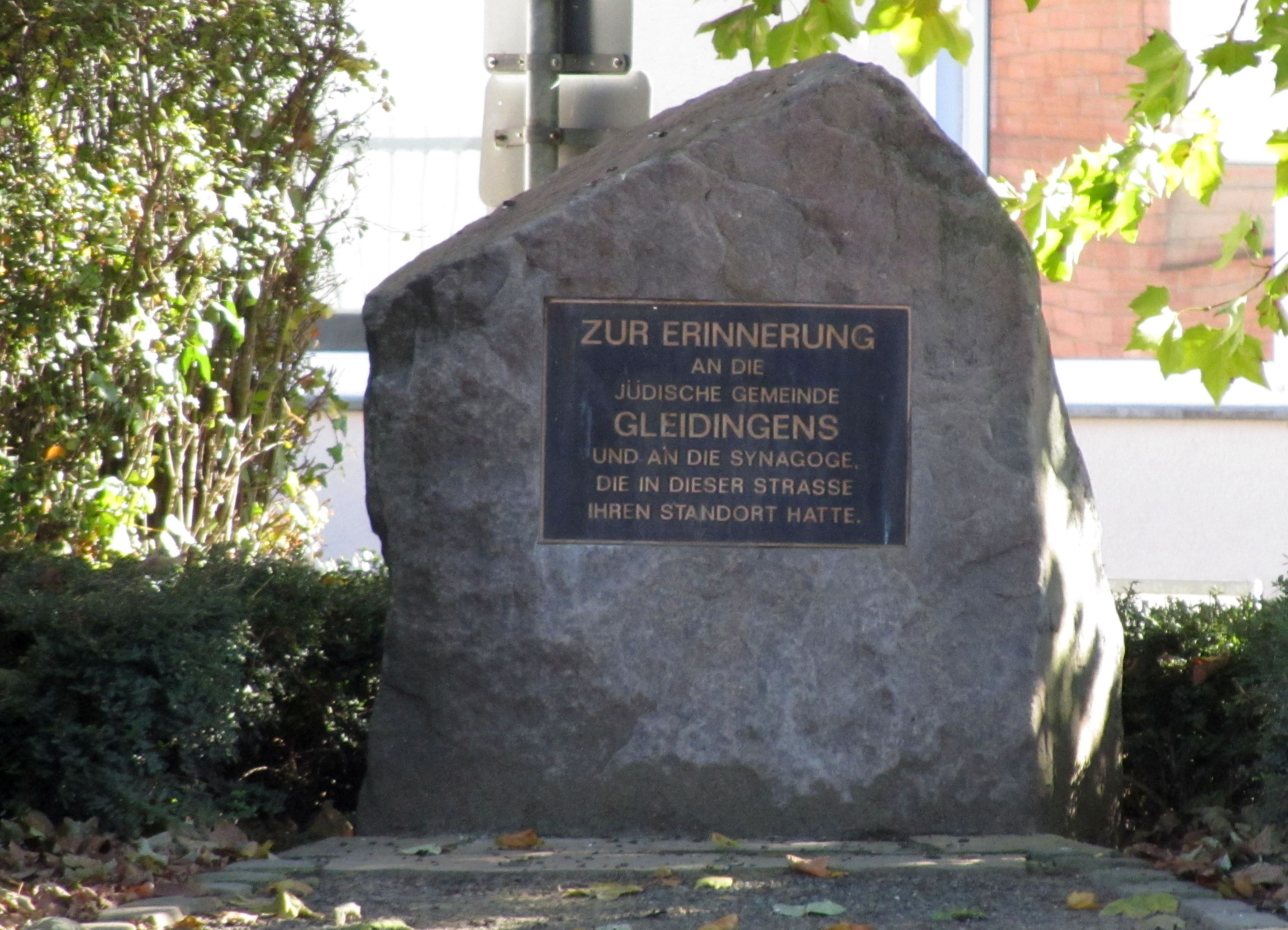
Gedenkstätte zur Erinnerung an die jüdische Gemeinde Gleidingens

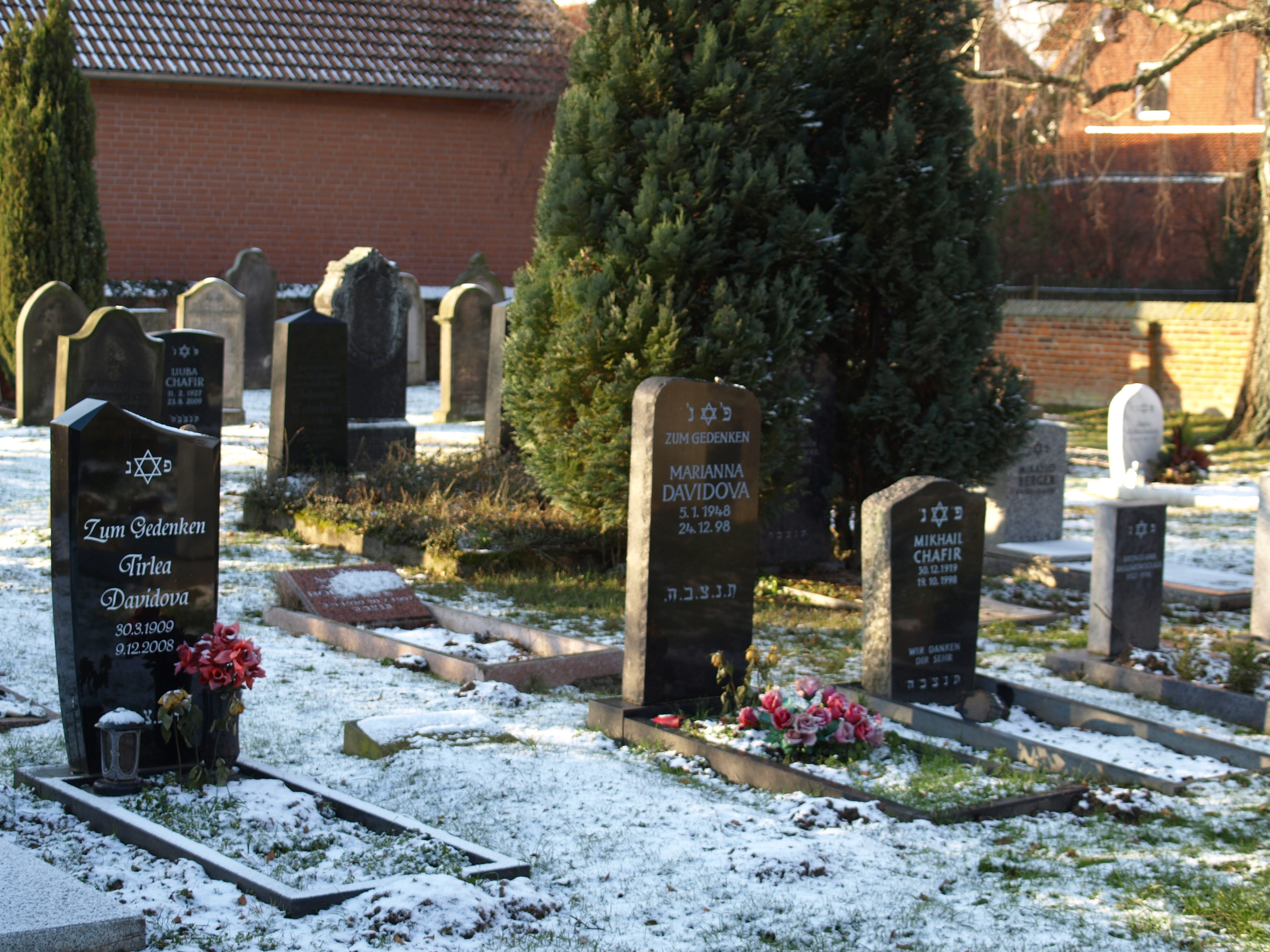
Jüdischer Friedhof Gleidingen

- Ein Gedenkstein erinnert an ein Duell auf der Gleidinger Sehlwiese, bei dem der dänisch-norwegische Vizeadmiral Peter Wessel Tordenskiold getötet wurde. Ein Gedenkstein an einer nach ihm benannten Straße erinnert an dieses Ereignis. Ein weiterer Gedenkstein erinnert an „1000 Jahre Gleidingen“.
- Eine Gedenkstätte zur Erinnerung an die jüdische Gemeinde Gleidingens und die Synagoge, die an der Thorstraße ihren Standort hatte, befindet sich an der Einmündung der Thorstraße in die Hildesheimer Straße. Alljährlich am 9. November, dem Jahrestag der Pogromnacht, legt der Bürgermeister der Stadt Laatzen zur Erinnerung an die jüdischen Opfer des Nationalsozialismus einen Kranz an der Gedenkstätte nieder.
- Im Ort gibt es den jüdischen Friedhof Gleidingen sowie eine alte Posthalterei.

### Baudenkmäler
→ Siehe: Liste der Baudenkmale in Gleidingen

## Wirtschaft und Infrastruktur
Gleidingen wird durch die Linien 1 und 2 der Stadtbahn Hannover mit der Landeshauptstadt Hannover und durch die Linie 1 mit Sarstedt verbunden.
| Linie | Verlauf | Takt                                       |
| ----- | --- | ------------------------------------------ |
| 1     | Langenhagen – Berliner Platz – Büttnerstraße – Niedersachsenring – Hauptbahnhof – Kröpcke – Aegidientorplatz – Altenbekener Damm – Peiner Straße – Bothmerstraße – Laatzen/Eichstraße (Bahnhof) – Laatzen/Zentrum – Laatzen – Rethen/Pattenser Straße – Gleidingen – Heisede – Sarstedt | 20 min (werktags) 30 min (sonn-/feiertags) |
| 2     | Alte Heide – Bahnstrift – Vahrenheider Markt – Büttnerstraße – Niedersachsenring – Hauptbahnhof – Kröpcke – Aegidientorplatz – Altenbekener Damm – Peiner Straße – Bothmerstraße – Laatzen/Eichstraße (Bahnhof) – Laatzen/aquaLaatzium – Laatzen/Ginsterweg – Rethen – Gleidingen       | 20 min (werktags) 15 min (sonn-/feiertags) |

Eine Buslinie verbindet Gleidingen mit den Nachbardörfern Ingeln-Oesselse und der Nachbargemeinde Sehnde. Weiterhin verläuft die B 6 durch Gleidingen. Die Ausfahrt Laatzen (59) der A 7 ist etwa fünf Kilometer entfernt.

## Persönlichkeiten

### Söhne und Töchter des Ortes
- Karl von Reden (1821–1890), Rittergutsbesitzer und Mitglied des Reichstags des Deutschen Kaiserreichs
- Meyer Kayserling (1829–1905), Rabbiner und Historiker, der insbesondere über Literatur und Geschichte der sephardischen Juden gearbeitet hat
- Gustav Berlin (1878–1955), preußischer Verwaltungsjurist und Kommunalpolitiker, Landrat in den Provinzen Pommern und Hannover

### Personen, die mit dem Ort in Verbindung stehen
- Peter Wessel Tordenskiold (1690–1720), dänisch-norwegischer Marineoffizier während des Großen Nordischen Krieges, starb in Gleidingen
- Kurt Grobe (1920–1987), kaufmännischer Angestellter, Politiker (SPD), war erster Vorsitzender des SPD-Ortsvereins in Gleidingen
- Christoph Dreyer (* 1966), Politiker (CDU) und ehemaliges Mitglied des Niedersächsischen Landtags, ging in Gleidingen zur Schule und hatte später ein Mandat im dortigen Ortsrat